# Heist (2001)
Heist (bra: O Assalto; prt: O Golpe) é um filme de assalto de 2001 escrito e dirigido por David Mamet, e estrelando Gene Hackman, Danny DeVito, e Delroy Lindo, com Rebecca Pidgeon, Ricky Jay, e Sam Rockwell em papeis coadjuvantes. É o maior sucesso de bilheteria de Mamet.

## Sinopse
Joe Moore, ladrão profissional especializado em joias ; após um último roubo ele deseja aposentar-se, mas seu receptor, Bergman, chantageou-o e forçou-o a dar mais um grande golpe e com seu sobrinho Jimmy Silk como seu parceiro. Jimmy é um jovem iniciante, pouco confiável e, além disso, começa a cortejar a esposa de Joe, Fran...

## Elenco
- Gene Hackman como Joe Moore
- Danny DeVito como Mickey Bergman
- Delroy Lindo como Bobby Blane
- Rebecca Pidgeon como Fran Moore
- Sam Rockwell como Jimmy Silk
- Ricky Jay como Don 'Pinky' Pinkus

## Produção
A Franchise Pictures concordou em financiar o filme, desde que fosse estrelado por Gene Hackman e Danny DeVito. David Mamet desfrutou de grande liberdade criativa durante a produção, porque a Franchise Pictures não interferiu criativamente com ele, apenas exigindo que ele terminasse o filme dentro de um determinado orçamento.
O filme, ambientado principalmente em Boston e arredores, foi ambientado em Montreal. A cena de abertura, mostrando um assalto a uma joalheria em Nova Iorque, foi filmada em um prédio da Velha Montreal em processo de reforma em um hotel. As cenas do aeroporto, ambientadas no Aeroporto Logan de Boston, foram filmadas no Aeroporto Internacional de Montreal-Mirabel.
O filme foi capaz de lucrar por meio de pré-vendas internacionais antes de ser finalizado.

## Recepção

### Reação crítica
De acordo com o Rotten Tomatoes, a reação crítica para Heist foi mista, com um índice geral de aprovação de 65%. O resumo do consenso crítico do site era que “Heist não cobriu nenhum terreno novo, mas o elenco e a experiência de Mamet em brincadeiras espirituosas valem a pena.” No Metacritic, o filme recebeu uma pontuação média ponderada de 66/100 com base em 33 críticas, indicando “críticas geralmente favoráveis”.
Roger Ebert, para o Chicago Sun-Times, disse “Heist é o tipo de filme de trapaça que foi feito antes que os efeitos especiais substituíssem o engenho, construção e inteligência. Este filme é feito de ingredientes frescos, não de uma mistura de bolo. Apesar das reviravoltas de sua trama, trata-se de seus personagens.” Ele passou a elogiar as construções verbais de marca registrada de Mamet, sua abordagem contida do tiroteio na tela e o cuidado que ele tem em moldar as relações entre os principais.

### Bilheteria
Em seu fim de semana de estreia, o filme estreou na quinta  posição, arrecadou US$ 7.823.521 em 1.891 cinemas dos Estados Unidos. O filme se tornou o filme dirigido por David Mamet de maior bilheteria nos Estados Unidos.
No total, teve uma receita bruta mundial de US$ 28.510.652, significativamente inferior ao orçamento de produção do filme de US$ 39 milhões.

### Home video
O filme gerou mais de US$ 72 milhões em aluguel de vídeos domésticos nos Estados Unidos (significativamente mais do que a bilheteria bruta do filme).